# Carl Ottens
Carl Ottens (* 21. Mai 1868 in Gießen; † 1937) war ein deutscher Manager der Textilindustrie.

## Leben
Nach dem Abitur am Gymnasium in Gießen studierte Carl Ottens an der  Hessischen Ludwigs-Universität Nationalökonomie. 1888 wurde er Mitglied des Corps Starkenburgia. Nach einigen Semestern Studium absolvierte er eine kaufmännische und technische Ausbildung. 1891 trat er in die Kolb & Schüle AG, Textilunternehmen in Kirchheim unter Teck, ein. 1892 wurde ihm Prokura erteilt. 1901 wurde er zum alleinigen Vorstand ernannt. Nach Verschmelzung mit der Flachsspinnerei Urach AG war er von 1918 bis 1937 Generaldirektor des Fusionsunternehmens und hatte dessen Oberleitung inne.
Ottens war Mitglied der Handelskammer Reutlingen, Aufsichtsratsmitglied der Leinengarn Vertriebsgesellschaft in Berlin und Verwaltungsratsmitglied des Verbandes deutscher Buntwebereien sowie Leiter dessen Ortsgruppe Württemberg. Er war Handelsrichter in Stuttgart und Mitglied des Stadtrates Kirchheim unter Teck und der Amtsversammlung des Bezirks Kirchheim unter Teck.